# 루크 파스퀄리노
루크 파스콸리노(Luke Pasqualino, 1990년 2월 19일 ~ )는 잉글랜드의 배우이다. 《스킨스》에서 프레디 맥클레어 역으로 잘 알려져 있다.

## 출연작
- 스킨스
- 삼총사 시즌 1~3
- 설국열차